# Jason Alexander

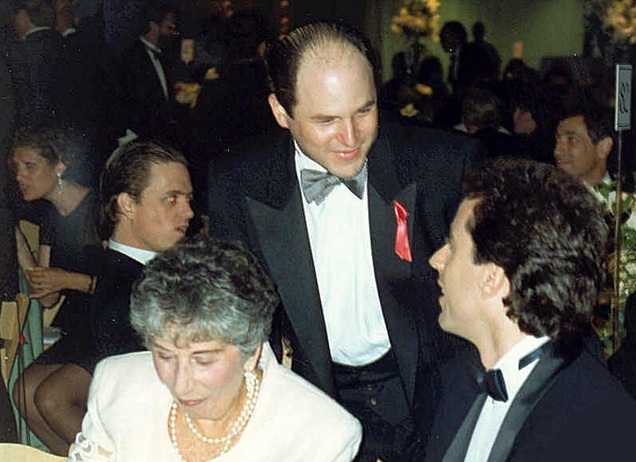
J. Alexander (stoi) na 44 edycji rozdania nagród Emmy (1992)

Jason Alexander, właśc. Jay Scott Greenspan (ur. 23 września 1959 w Newark) – amerykański aktor, komik, reżyser i prezenter telewizyjny. Laureat nagrody Tony (1989), Grammy (1990) i Emmy (2020). Odtwórca roli George’a Costanzy w sitcomie Kroniki Seinfelda (1989–1998), która przyniosła mu popularność. W 1990 wystąpił w komedii romantycznej Pretty Woman jako Phillip Stuckey. 

## Życiorys
Urodził się w Newark w New Jersey w rodzinie żydowskiej jako syn Ruth Minnie (z domu Simon), pielęgniarki i administratora opieki zdrowotnej, oraz Alexandra B. Greenspana, kierownika księgowości. Wychowywał się w Maplewood i Livingston, gdzie w 1977 ukończył Livingston High School. Jako znakomity piosenkarz i tancerz w młodym wieku marzył o karierze teatralnej. Po ukończeniu szkoły średniej studiował na wydziale teatralnym na Uniwersytecie Bostońskim; opuścił studia na trzecim roku, aby podjąć pełnoetatową pracę aktorską w Nowym Jorku, gdzie otrzymał rolę w horrorze The Burning (1981). W 1995 uczelnia, w której studiował przyznała mu tytuł honorowy.
W 1981 debiutował na Broadwayu w roli Joego w komedii muzycznej Merrily We Roll Along.  W 1982 wystąpił w produkcji off–broadwayowskiej Forbidden Broadway. Uznanie krytyków zdobył za występ w musicalu Jerome Robbins' Broadway (1989). Za tę rolę otrzymał Tony Award. W 1989 przeniósł się do Kalifornii, aby pracować nad serialem komediowym Seinfeld, który początkowo nosił tytuł The Seinfeld Chronicles. Za tę rolę zdobył nagrodę Gildii Scenarzystów (1995). Podczas swojego udziału w Seinfeld, który był emitowany przez dziewięć sezonów, Alexander pojawił się również w kilku filmach i innych programach telewizyjnych. 
31 maja 1981 ożenił się z aktorką Daeną E. Title. Mają dwóch synów; Gabriela (ur. 1991) i Noaha (ur. 1996).

## Filmografia

### Reżyser
- Kroniki Seinfelda (Seinfeld, 1992, sezon 3, odc. 20 „The Good Samaritan”)
- For Better or Worse (1995)[12]
- Just Looking (1999)[13]
- Zabójcze umysły (Criminal Minds, 2009, sezon 4, odc. 20 „Conflicted”)
- Franklin & Bash (2012, sezon 2, odc. 8 „Last Dance”)
- Mike i Molly (Mike & Molly, 2012, sezon 3, odc. 2 „Vince Takes a Bath”)

### Scenarzysta
- Bob – swój chłop (Bob Patterson, 2001)

### Aktor
- Podpalenie (The Burning, 1981) jako Dave
- Senior Trip (1981) jako Pete
- Newhart (1982–1990) jako Jim Ramming
- E/R ([1984–1985) jako Harold Stickley
- Wybrzeże Moskitów (The Mosquito Coast, 1986) jako Clerk
- Brighton Beach Memoirs (1986) jako zawodnik #1
- Favorite Son (1988) jako Chris Van Allen
- The More You Know (1989) jako on sam
- Kroniki Seinfelda (Seinfeld, 1989–1998) jako George Costanza
- Pretty Woman (1990) jako Philip Stuckey
- Drabina Jakubowa (Jacob's Ladder, 1990) jako Geary
- Biały pałac (White Palace, 1990) jako Neil Horowitz
- Nigdy więcej czekoladek (I Don't Buy Kisses Anymore, 1992) jako Bernie Fishbine
- Stożkogłowi (Coneheads, 1993) jako Larry Farber
- Pomoc domowa (The Nanny, 1993–1999) jako Jack
- Sexual Healing (1993) jako Frank
- For Goodness Sake (1993)
- Przyjaciele (Friends, 1994–2004) jako Earl
- Aladyn: Powrót Dżafara (The Return of Jafar, 1994) jako Abis Mal (głos)
- Blankman (1994) jako pan Stone
- Małolat (North, 1994) jako ojciec Northa
- Zawód: Dziennikarz (The Paper, 1994) jako Marion Sandusky
- Duckman (1994–1997) jako Eric Duckman (głos)
- Kolacja z arszenikiem (The Last Supper, 1995) jako przeciwnik ochrony środowiska
- Bye, Bye Birdie (1995) jako Albert J. Peterson
- Star Trek: Voyager (1995–2001) jako Kurros
- Na dobre i złe (For Better or Worse, 1996) jako Michael Makeshift
- Dzwonnik z Notre Dame (The Hunchback of Notre Dame, 1996) jako Hugo (głos)
- Małpa w hotelu (Dunston Checks In, 1996) jako Robert Grant
- Muppets Tonight (1996–1998) jako on sam
- Kopciuszek (Cinderella, 1997) jako Lionel
- Słaba płeć (Love! Valour! Compassion!, 1997) jako Buzz Hauser
- Herkules (Hercules, 1998–1999) jako Posejdon
- Numerek na boku (Denial, 1998) jako Art Witz
- Miłość i śmierć w Chicago (Love and Action in Chicago, 1999) jako Frank Bonner
- Dilbert (1999–2000) jako Catbert (głos)
- Larry David: Curb Your Enthusiasm (1999) jako on sam
- Ultimate Trek: Star Trek's Greatest Moments (1999) jako kapitan Kirk
- Rocky i Łoś Superktoś (The Adventures of Rocky and Bullwinkle, 1999) Boris Badenov
- Nagi patrol (Son of the Beach, 2000–2001) jako Tex Finklestein
- Zwariowany świat Malcolma (Malcolm in the Middle, 2000–2006) jako Leonard
- Łabędzie nutki (The Trumpet of the Swan, 2001) jako ojciec
- Płytki facet (Shallow Hal, 2001) jako Mauricio
- On Edge (2001) jako Phil Zamboni
- Bob – swój chłop (Bob Patterson, 2001) jako Bob Patterson
- Cafe Myszka (House of Mouse, 2001–2002) jako Hugo (głos)
- Dzwonnik z Notre Dame II (The Hunchback of Notre Dame II, 2002) jako Hugo (głos)
- The Twilight Zone (2002–2003) jako Śmierć
- 101 dalmatyńczyków II. Londyńska przygoda[14] (2003) jako Piorun (głos)
- Listen Up (2004) jako Tony Kleiman
- A Christmas Carol (2004) jako duch Marleya
- The Seinfeld Story (2004) jako on sam
- The Aristocrats (2005) jako on sam
- Bocce Balls (2005) jako Joey Balsalo
- Hood of Horror (2006) jako Bob Weisberger
- Farsa pingwinów (Farce of the Penguins, 2007) jako pingwin leżący na brzuchu (głos)
- Wróżkowie chrzestni: Dorośnij Timmy! (2011) jako Cosmo Cosma (live-action)
- Wild Card (2015) jako Pinky

## Przypisy

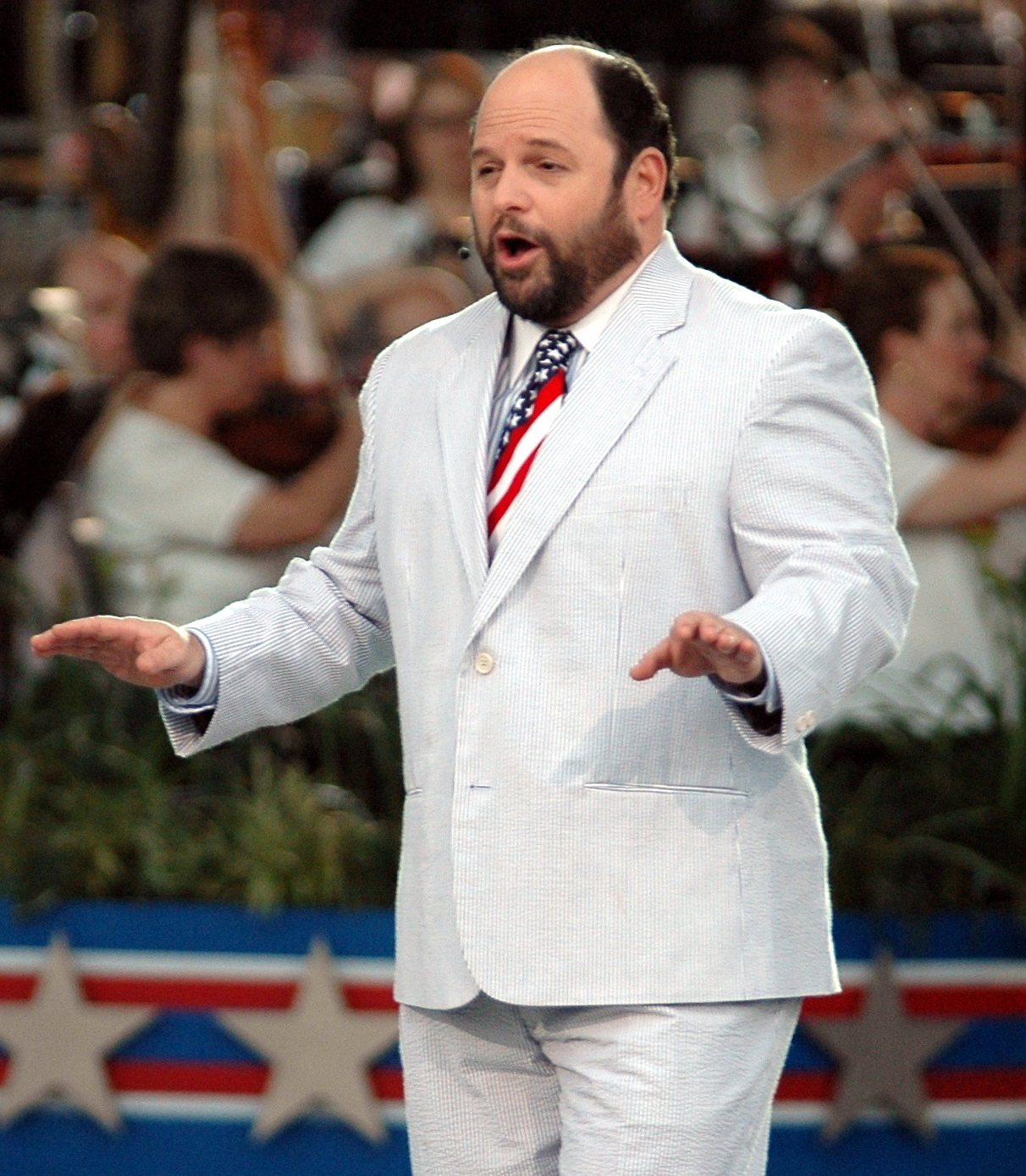
Jason Alexander (2006)